# Elektrische auto in Nederland

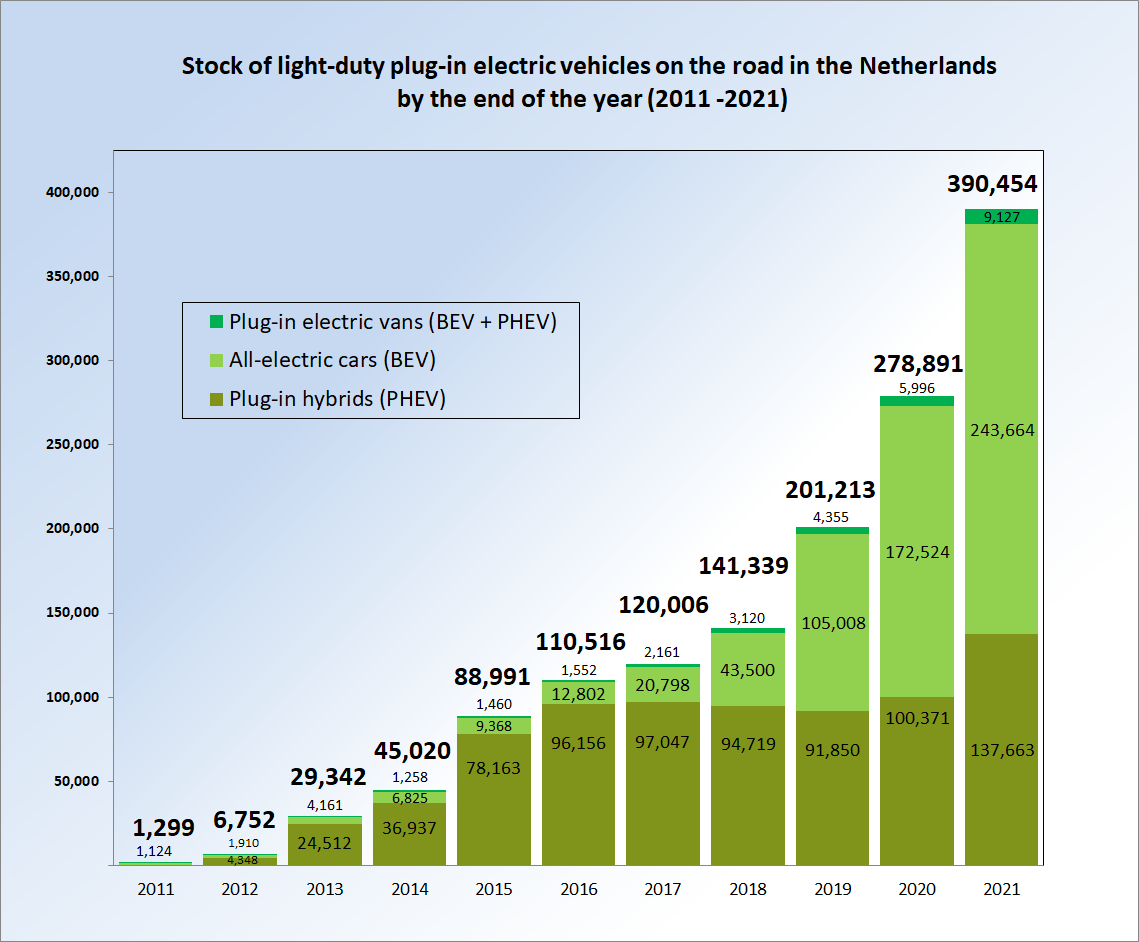
Aantal geregistreerde hybride en elektrische voertuigen in Nederland van 2011 tot 2021.

De elektrische auto in Nederland wordt door de Nederlandse overheid gestimuleerd. Door fiscale maatregelen, subsidies en een verbeterde laadinfrastructuur is het beleid erop gericht op termijn in Nederland uitsluitend auto's te verkopen die emissievrij kunnen rijden. Vanaf 2030 zullen er in Nederland volgens het regeerakkoord uit 2017 alleen nog emissieloze auto's verkocht mogen worden. Het marktaandeel van nieuw verkochte elektrische auto's was in 2020 toegenomen tot 20,5%, tegenover 4% in 2014.
Als resultaat hiervan was eind 2020 3,0% van het totale wagenpark aan personenauto's elektrisch. Nederland stond in 2017 wereldwijd op de tweede plaats wat betreft het aandeel elektrische auto's op het totale aantal auto's.
Nederland telde in maart 2025 ruim een miljoen stekkerauto's (BEV en PHEV gecombineerd).

## Beleid
In het Energieakkoord van 2013 is vastgelegd dat een verbod op de verkoop van benzine- en dieselauto's pas in 2035 aan de orde mag zijn en dat er na 2035 alleen nog emissievrije auto's verkocht mogen worden. Na 2050 mogen er alleen maar emissievrije auto's rondrijden. Deze doelstelling is door de SER vastgelegd in Duurzame brandstofvisie met LEF en uitgewerkt in het deelrapport Tafel Wegvervoer Duurzaam Elektrisch.
In de Green Deal Elektrisch Vervoer 2016 -2020 is dit in 2016 verder uitgewerkt door onder meer de Rijksoverheid, ANWB, BOVAG, RAI, Natuur en Milieu en VNG. Deze partijen zijn verder overeengekomen dat 'in 2025 50% van de nieuw verkochte auto's een elektrische aandrijflijn en stekker heeft en dat minimaal 30% daarvan oftewel 15% – volledig elektrisch is [...] Voor 2020 is de ambitie dat 10% van de nieuw verkochte personenauto's een elektrische aandrijflijn en stekker heeft. Gestreefd wordt in 2020 naar 75.000 particuliere elektrische auto's, waarvan 50.000 tweedehands auto's en 25.000 nieuwe voertuigen'.
In maart 2016 werd in de Tweede Kamer een motie ingediend door PvdA'er Jan Vos om ernaar te streven dat in 2025 alleen nog maar emissieloze auto's verkocht worden en die motie werd aangenomen met steun van zijn eigen PvdA-fractie, D66, CU, GL, SP en PvdD. Het kabinet achtte de motie onuitvoerbaar, alleen al omdat het volgens Europese regels wettelijk niet mogelijk is om in Nederland de verkoop te verbieden van auto's die elders in de Europese Unie een typegoedkeuring hebben gekregen. Ook vond het kabinet de motie in strijd met de door de landelijke overheid gemaakte afspraken in het Energieakkoord. Ten slotte merkte het kabinet op, dat eind 2015 slechts 9000 volledige elektrische auto's rondreden, ofwel zo'n 0,6 procent van het totaal. Dit maakte het tot een onmogelijke opgave om al in 2025 als doelstelling te hebben om dan alleen nog dit soort auto's in de verkoop te brengen, temeer daar Nederland al de op een na hoogste positie innam wat de verkoop van elektrische auto's betreft.
In oktober 2017 kondigde de regering in het regeerakkoord aan dat er vanaf 2030 alleen nog emissieloze auto's verkocht mogen worden.

### Subsidieregeling Elektrische Personenauto's Particulieren
De Subsidieregeling Elektrische Personenauto's Particulieren of SEPP is een subsidie van de RVO in Nederland om het bezit van en rijden met elektrische auto's te stimuleren. Voor de aankoop en lease van nieuwe en tweedehands auto's zijn subsidies van tussen de € 2.000 en € 4.000 beschikbaar voor particulieren, om het prijsverschil tussen elektrische auto's en auto's met een verbrandingsmotor te verkleinen.

## Aanschafprijs en belastingvoordelen
In Nederland ligt de gemiddelde netto catalogusprijs van een elektrische auto boven die van een auto met benzinemotor. Dit prijsverschil wordt deels goedgemaakt door een belastingvoordeel, er is geen belasting van personenauto's en motorrijwielen (BPM) verschuldigd. Inclusief de BPM en de omzetbelasting (BTW) is een elektrische auto gemiddeld 10.000 euro of zo'n 25% duurder dan een auto met benzinemotor. Versus een auto met dieselmotor is een elektrische auto goedkoper. De cijfers in de tabel hebben betrekking op het jaar 2023. Met de komst van kleinere en goedkopere elektrische auto's op de Nederlandse markt zal het verschil kleiner worden ten opzichte van benzine. 
|                       | Benzine (incl. hybride) | Diesel | Elektrisch |
| --------------------- | ----------------------- | ------ | ---------- |
| Netto cataloguswaarde | 31.478                  | 55.597 | 43.996     |
| BPM                   | 4554                    | 11.675 | 0          |
| BTW                   | 6610                    | 17.218 | 9239       |
| Catalogusprijs        | 42.642                  | 84.490 | 53.235     |

### Belastingvoordelen
De rijksoverheid voert tot en met 2025 een fiscaal beleid om de aankoop van elektrische auto's financieel aantrekkelijker te maken.
Een volledig elektrische auto (in het Engels afgekort als FEV) is vrijgesteld van het betalen van de maandelijkse motorrijtuigenbelasting (wegenbelasting) van 2017 tot en met 2025. Anders gezegd: iedere auto met 0 gram/km CO2 uitstoot betaalt 0 euro MRB.
Bij de aanschaf van een elektrische auto hoeft geen belasting van personenauto's en motorrijwielen (BPM) betaald te worden. De hoeveelheid CO2 die een auto uitstoot, bepaalt de hoogte van de BPM. Aangezien volledig elektrische auto's en waterstofauto's geen CO2 uitstoten, zijn ze in ieder geval tot 2025 vrijgesteld van BPM. Voor plug-inhybride (in het Engels afgekort als PHEV) en elektrische auto's met een range extender gelden andere tarieven.
Voor zakelijke rijders geldt een verlaagde bijtelling: van 2022 tot en met 2025 is de bijtelling voor volledig elektrische auto's (FEV's met 0% CO2-uitstoot) 16% gedurende de periode tot 5 jaar na aanschafdatum en daarna zoals andere auto's 22%.
Voor bedrijven die elektrische auto's aanschaffen, geldt de milieu-investeringsaftrek (MIA).

## Laadinfrastructuur
In april 2012 heeft Fastned een concessie verkregen voor 15 jaar voor de exploitatie van 201 snellaadstations langs rijkswegen. In november 2013 werden de eerste 5 stations geopend. Het eerste operationele oplaadpunt was Verzorgingsplaats Palmpol. In maart 2016 werd begonnen met het plaatsen van Tesla adapters. In 2021 had Fastned 188 stations in Nederland gerealiseerd.
Om de exploitatie van openbare laadpalen voor elektrische auto's rendabel te maken is de 'Wet tijdelijk verlaagd tarief laadpalen' aangenomen, waardoor exploitanten een lagere energiebelasting voor geleverde elektriciteit betalen. De wet is van kracht van 2017 tot en met 2023.

## Verkopen
In de periode van 2018 tot en met 2023 zijn de verkopen van elektrische auto's in Nederland bijna vervijfvoudigd. Het aandeel in de totale verkopen is daarmee gestegen van 5% in 2018 naar bijna een derde in 2023. Er werden in 2023 zo'n 137.000 hybride auto's verkocht. De verkoop van auto's met benzinemotor daalde van 334.000 in 2018 naar 112.000 in 2023 en die van auto's met dieselmotoren nog sterker, van 57.000 naar 4000 in 2023.
| Jaar | Full EV | Totaal verkopen | Aandeel Full EV |
| ---- | ------- | --------------- | --------------- |
| 2018 | 23.985  | 443.529         | 5%              |
| 2019 | 61.547  | 445.218         | 14%             |
| 2020 | 72.859  | 355.432         | 20%             |
| 2021 | 63.658  | 322.318         | 20%             |
| 2022 | 73.250  | 312.075         | 23%             |
| 2023 | 113.981 | 369.791         | 31%             |

## Initiatieven op de Nederlandse markt

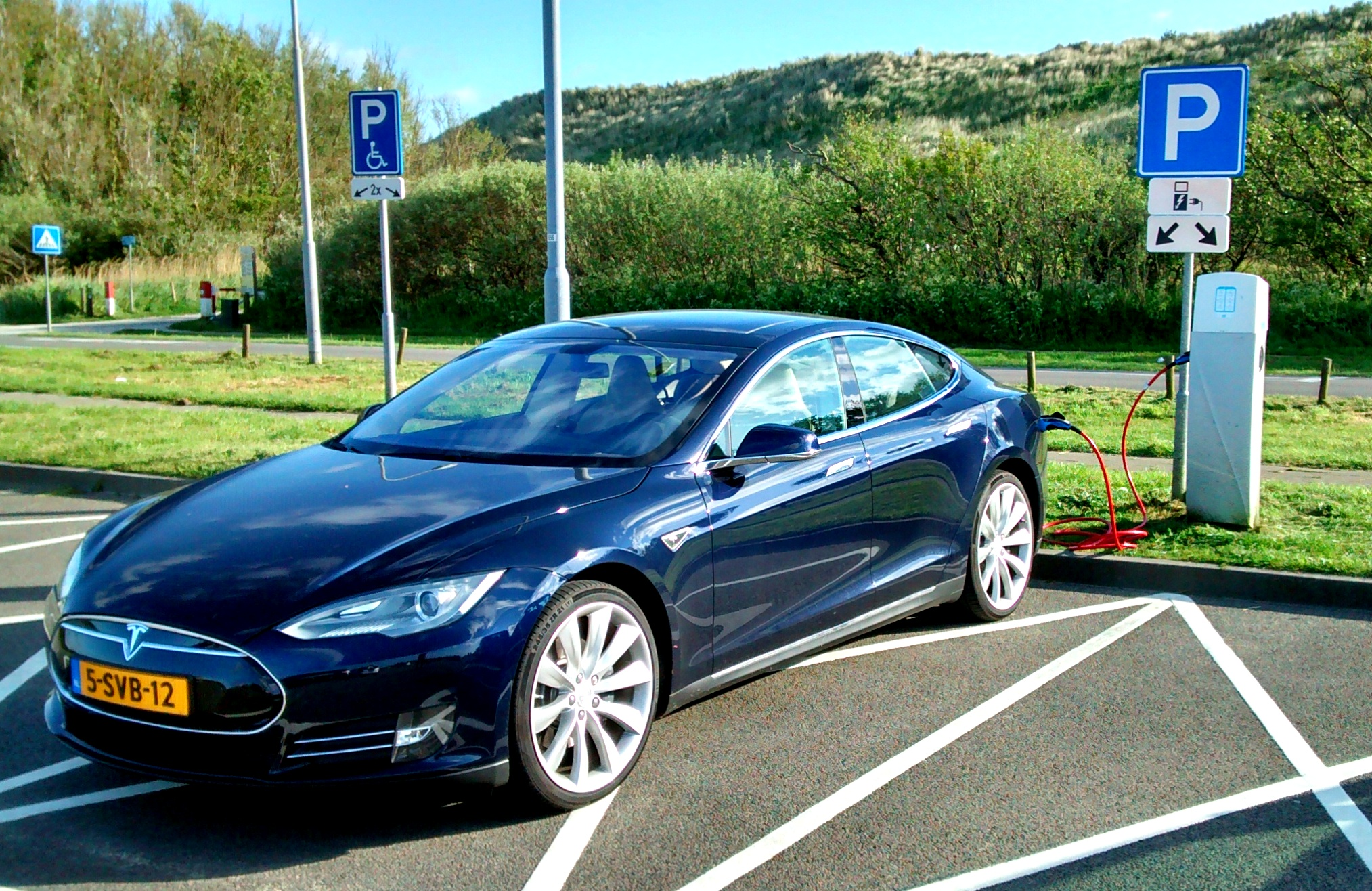
Een Tesla Model S

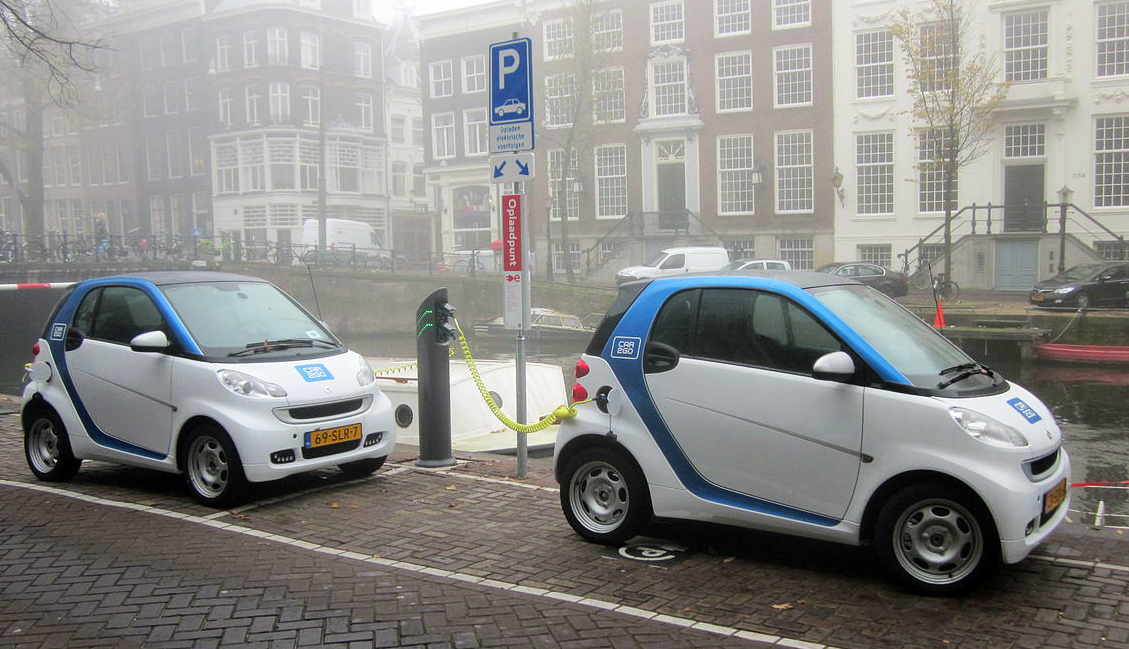
Twee elektrische Smarts worden opgeladen

Spykstaal bouwde reeds in de jaren zestig van de twintigste eeuw op grote schaal elektrische bestelvoertuigen voor stadsgebruik voor het uitventen van onder andere melk- en bakkersproducten. Ook de PTT Posterijen bezat voor het stedelijk gebied deze voertuigen voor het bezorgen van postpakketten. Later bouwde het bedrijf ook elektrische rijdende winkels, zogenoemde SRV-wagens.
Van 2007 tot 2012 bouwde het Oosterhoutse bedrijf All Green Vehicles elektrische auto's. In november 2012 werd het bedrijf failliet verklaard. All Green Vehicles maakte van conventionele auto's (Volvo, Ford) elektrische auto's. Het waren bedrijfswagens en busjes voor personenvervoer die aan gemeenten en bedrijven geleverd werden.
Op 12 september 2010 werd de Nederlandse elektrische auto, de Burton-E geïntroduceerd. Hij weegt 750 kg en is gebaseerd op de oude 2CV-eend. Hij zou een topsnelheid van 120 km/u halen met een bereik van 100 à 120 km. De accu is in 4,5 uur op te laden. Het basismodel zou minimaal 30.000 euro kosten.
Eind 2011 startte in Amsterdam het bedrijf car2go een autodeeldienst waarbij elektrische Smarts gehuurd kunnen worden voor korte ritjes door de stad.
Een Nederlands bedrijf dat zich richtte op commerciële bouw van auto’s op zonne-energie, was het Eindhovense Lightyear. De productie van de Lightyear 0 startte in november 2022, maar een paar maanden later ging de fabrikant failliet.

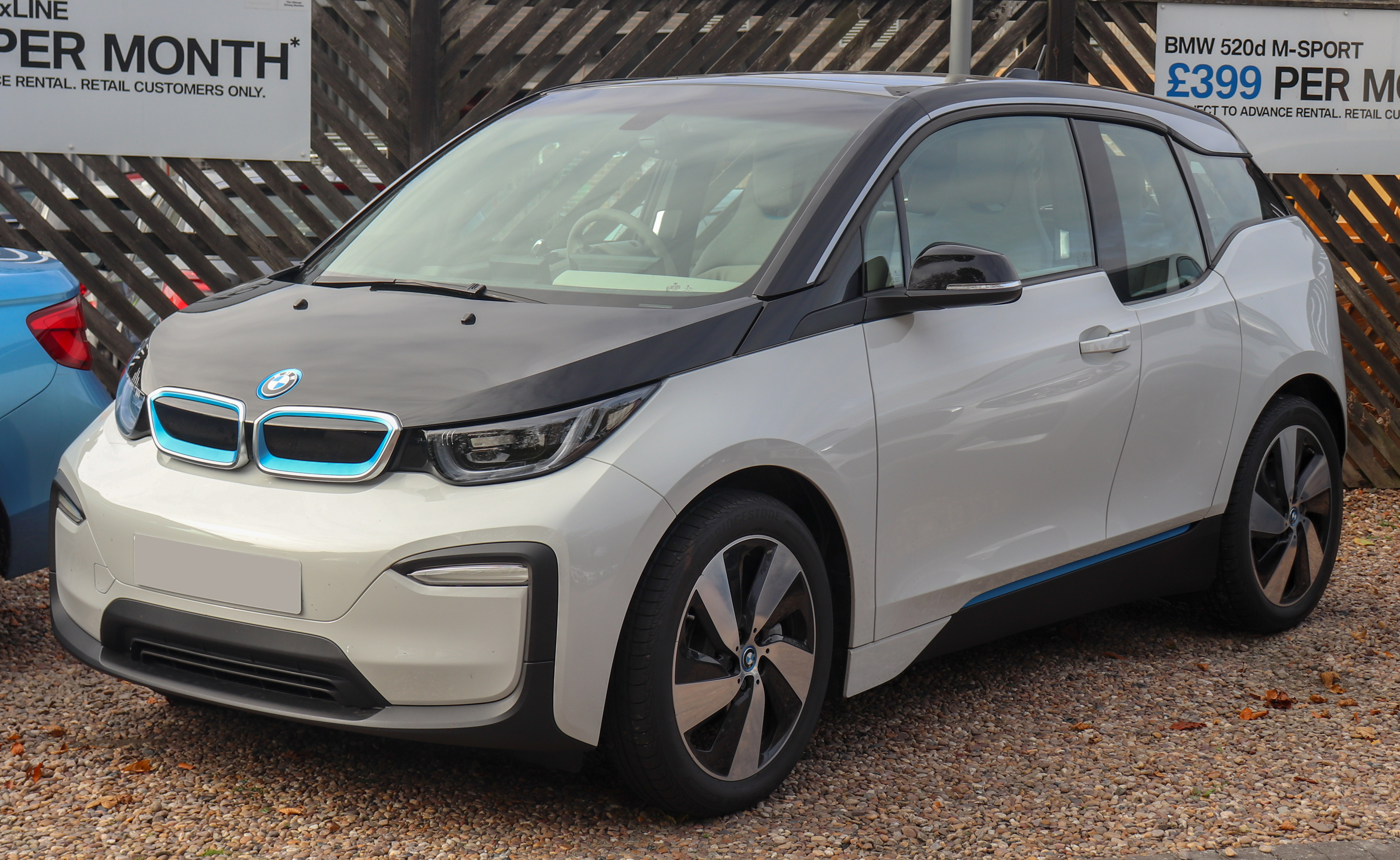
BMW i3 (2014)

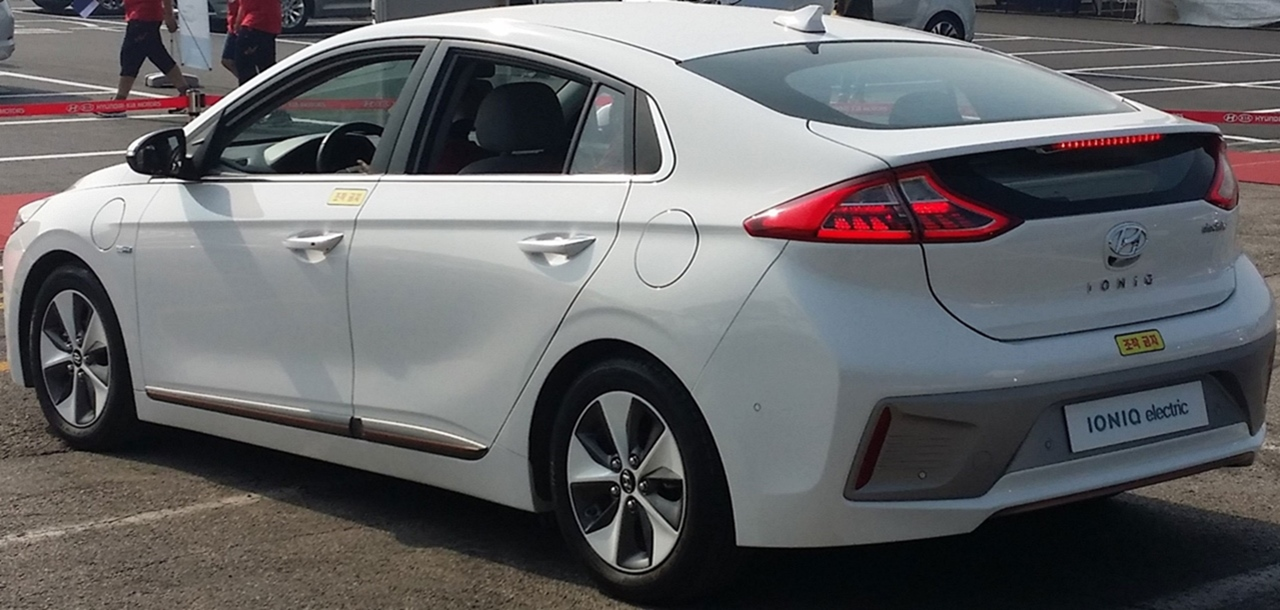
Hyundai Ioniq Electric

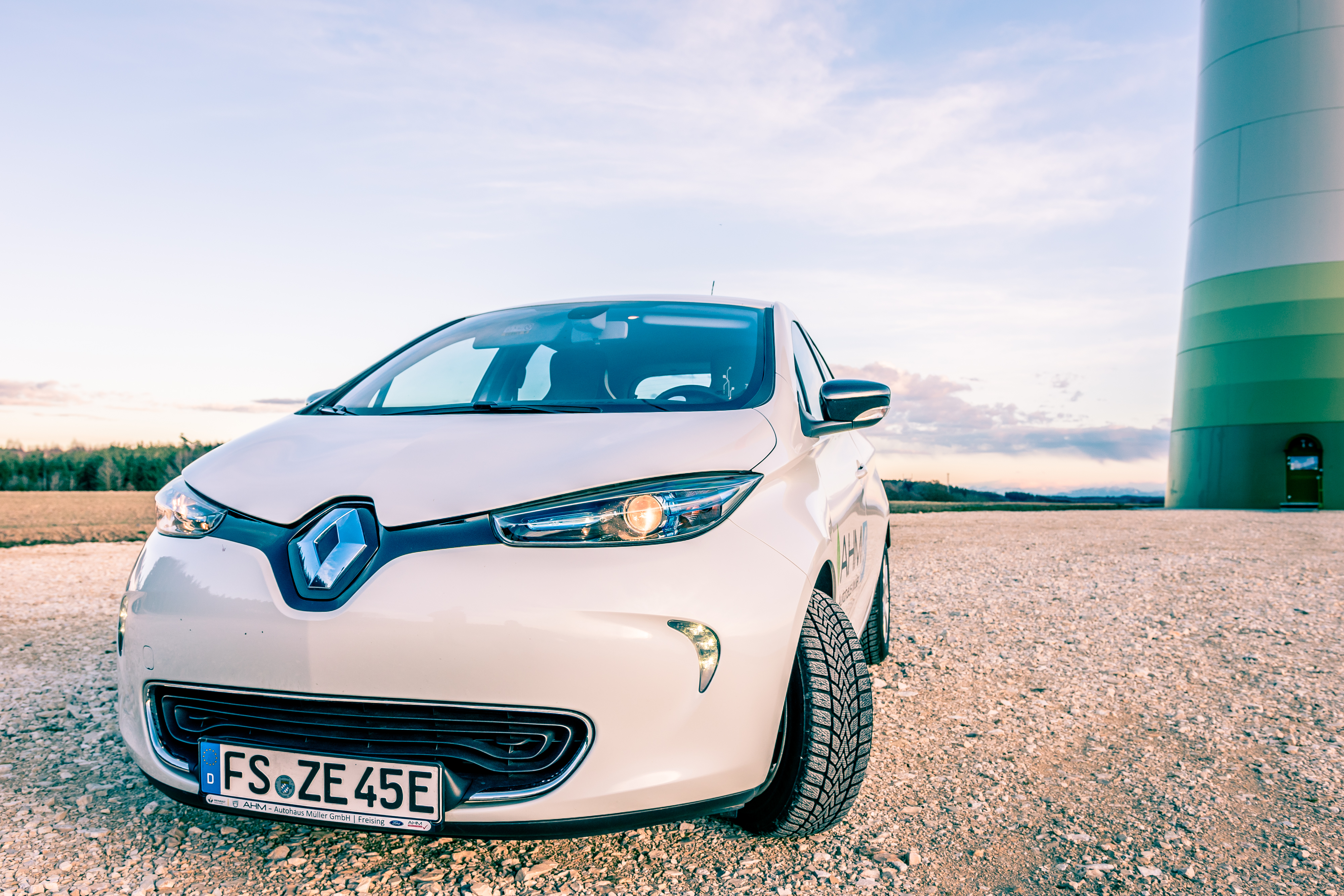
Renault ZOE Q210

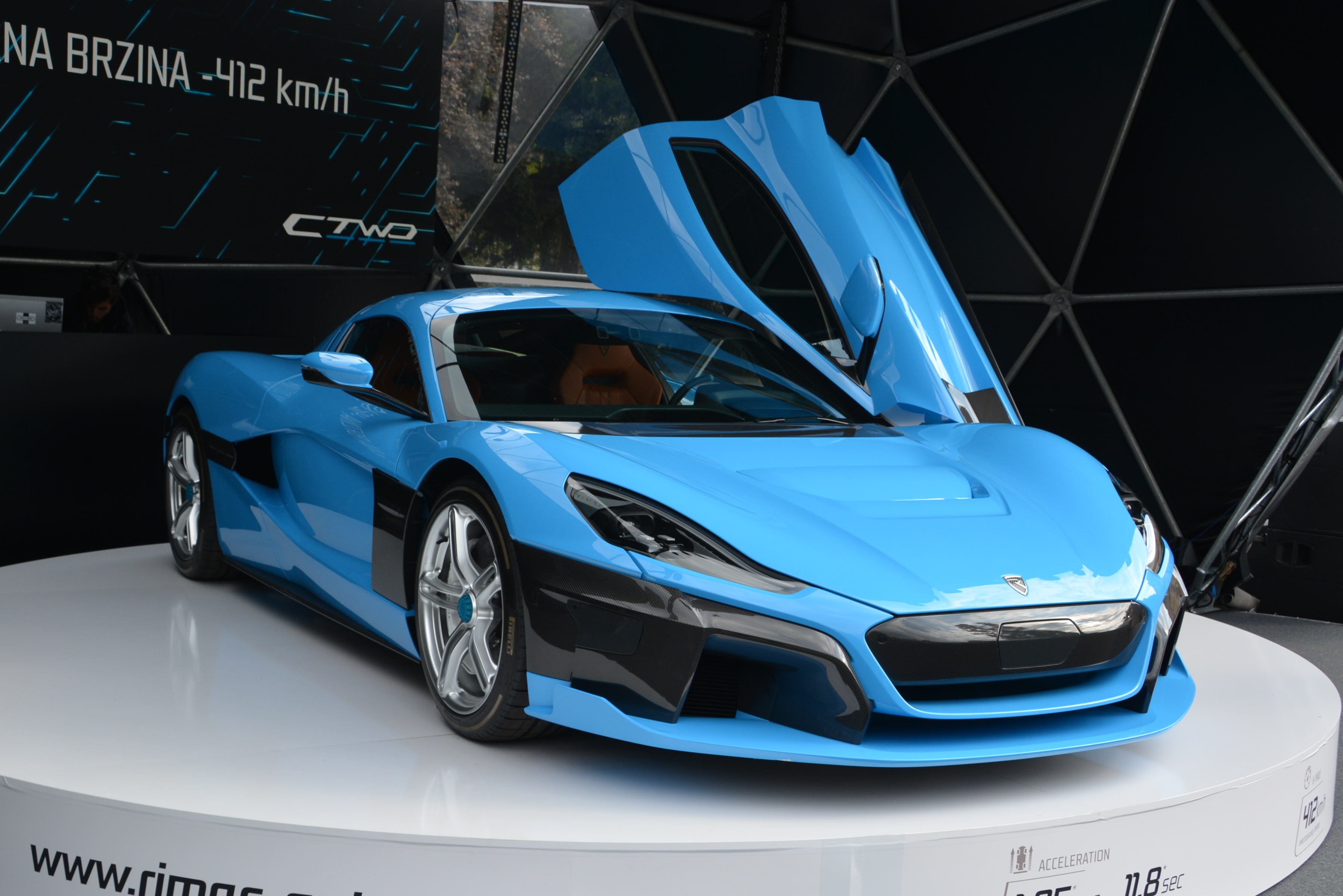
Rimac C Two

Er is een groeiend aantal autofabrikanten dat in Nederland volledig elektrische personenauto's of bestelbusjes levert. De fabrikanten zijn in alfabetische volgorde:
| Merk             | Model                                                                             |
| ---------------- | --------------------------------------------------------------------------------- |
| Audi             | e-tron (Sportback), Q4 e-tron, Q8 e-tron                                          |
| BMW              | i3(s), i4, i5, i7, iX3, iX                                                        |
| Citroën          | e-Berlingo, DS3, ë-C4, ë-C4 X, C-Zero, e-Jumpy, e-SpaceTourer                     |
| Dacia            | Spring                                                                            |
| BYD Auto         | Dolphin, Atto 3, Seal, Tang, Han, ETP3                                            |
| Ford             | Mustang Mach-E                                                                    |
| Hyundai          | Kona, Ioniq, Ioniq 5, Ioniq 6                                                     |
| Jaguar           | I-Pace                                                                            |
| KIA              | e-Soul, e-Niro, EV6, EV9                                                          |
| Lotus            | Eletre                                                                            |
| Mazda            | MX-30                                                                             |
| Mercedes-Benz    | EQA, EQB, EQC, EQE, EQS, EQV, eVito                                               |
| Mini             | Mini Cooper Electric                                                              |
| MG               | ZS, MG4, MG5, Marvel R                                                            |
| Nissan           | Leaf, e-NV200 Evalia, Ariya                                                       |
| Opel             | Corsa Electric, Mokka Electric, Combo Electric, Astra Electric, Combo-e, Vivaro-e |
| Peugeot          | Partner Electric, e-208, e-308, e-2008, e-Rifter, e-Expert                        |
| Porsche          | Taycan                                                                            |
| Rimac Automobili | Nevera                                                                            |
| Renault          | Twizy, ZOE, Kangoo ZE, Fluence ZE, Mégane E-Tech                                  |
| Seat             | Mii Electric                                                                      |
| Skoda            | Citigo-e, Enyaq                                                                   |
| Smart            | ForTwo EQ (Cabrio), ForFour EQ, ♯1                                                |
| Sono Motors      | Sion                                                                              |
| Subaru           | Solterra                                                                          |
| Tesla            | Model 3, Model S, Model Y, Model X                                                |
| Toyota           | Proace Electric, Mirai, bZ4X                                                      |
| Volkswagen       | e-Up!, e-Golf, ID.3, ID.4, ID.5 ID. Buzz                                          |

Daarnaast zijn er 89 modellen plug-inhybride voertuigen van tien fabrikanten, en vier modellen elektrische voertuigen met range extender van drie fabrikanten. De Fisker Karma is enige tijd als elektrische auto met range extender geleverd. Audi, Porsche en Volvo leveren uitsluitend plugin-hybride modellen, geen volledig elektrische voertuigen. Deze drie fabrikanten hebben aangekondigd volledig elektrische modellen op de markt te brengen in 2018 of 2019. Renault en Nissan leveren geen plugin-hybride modellen. Tesla maakt uitsluitend volledig elektrische voertuigen.

## Gemeenten
Op gemeentelijk niveau hebben de grote steden een stimuleringsbeleid voor de elektrische auto. Amsterdam, Den Haag, Rotterdam, Tilburg en Utrecht hebben subsidieregelingen. Verder voeren de grote steden milieuzones in om vervuilende voertuigen uit de binnenstad te weren.

### Amsterdam
De gemeente Amsterdam heeft een subsidieregeling die loopt tot en met 2018 voor de aanschaf van elektrische voertuigen voor bedrijven ter hoogte van € 5000 voor personenauto's, bestelauto's, taxi's en € 40.000 voor plug-in vrachtauto of bus. De subsidies hebben tot nu toe geresulteerd in de aanschaf van 400 elektrische taxi's, 400 bestelwagens, 25 vrachtwagens en 150 bedrijfswagens.

### Haarlem
De gemeente Haarlem heeft als doelstelling dat in 2019 5% van het wagenpark elektrisch is of op groen gas rijdt. Haarlem telde begin 2016 55 elektrische personenauto’s en 539 plugin-hybrides. De gemeente wil in 2030 klimaatneutraal zijn.

### Rotterdam
De gemeente Rotterdam voert de koersnota schone lucht 2015 – 2018 uit waarvan het stimuleren van het gebruik van elektrisch vervoer deel uitmaakt. Dit doet de gemeente door laadpunten te plaatsen in de gehele gemeente op maximaal 250 meter loopafstand van woon- of werkplek. De gemeente had in 2017 1500 laadpunten op straat en 500 op private terreinen. De gemeente streeft op basis van concrete vraag van inwoners naar 2000 extra laadpunten in 2020. De laadpalen leveren groene stroom. Tot juni 2017 had Rotterdam ook een subsidieregeling waarbij 1000 tot 4500 euro uitgekeerd werd voor het vervangen van een benzine- of diestelauto voor een elektrische auto.

### Utrecht
De gemeente Utrecht heeft in 2015 het Actieplan Schoon Vervoer (2015-2020) vastgesteld. In 2020 wil de gemeente dat er 10.000 elektrische auto's rijden. Bewoners kunnen een openbare laadpaal aanvragen voor het opladen van elektrisch vervoersmiddelen. De oplaadpunten leveren groene stroom. Vanaf 30 juni 2017 startte de gemeente het project 'Testrijders Utrecht'. Vanaf die dag deelden twintig Utrechtse testrijders hun elektrische Volkswagen e-Golf met zoveel mogelijk stadsgenoten via SnappCar.

## Hulpverleners
Vanwege de aanwezigheid van batterijpakketten met een hoge spanning van 300 tot 900 volt is er mogelijk elektrocutiegevaar en daarom is er een bijlage toegevoegd aan de richtlijn voor incidentmanagement met elektrische voertuigen.